# КК Загреб
КК Загреб је био хрватски кошаркашки клуб из Загреба. 

## Историја
КК Загреб је основан 1970. као КК Сигет. Од 1976. клуб наступа под именом ОКК Нови Загреб. Почетком 1991. године клуб мења име у КК Загреб. Њихови најбољи резултати су титула првака Хрватске у сезони 2010/11, као и три трофеја у националном купу освојена 2008, 2010. и 2011. године.
У европским такмичењима Загреб је заиграо од 1992. године. Наступали су у четврфиналу међународног Купа Радивоја Кораћа 1993. године, када су поражени од Барселоне. Истоветан резултат, пласман у четврфинале, остварен је 2008. у ФИБА Еврокупу, као и 2010. у ФИБА Еврочеленџу. У сезони 2011/12. су по први пут у својој историји заиграли у Евролиги.
КК Загреб је у сезони 2017/18. испао из A-1 лиге, највишег ранга хрватске кошарке, након чега је одустао и од такмичења у другом рангу па је самим тим постао аматерски клуб.

## Успеси

### Национални
- Првeнство Хрватске:
  - Првак (1): 2011.

- Куп Крешимира Ћосића:
  - Победник (3): 2008, 2010, 2011.
  - Финалиста (6): 1998, 2006, 2007, 2009, 2012, 2014.

## Познатији играчи
- Дарио Шарић
- Анте Томић
- Крунослав Симон
- Александар Петровић
- Лука Жорић
- Марио Касун
- Марко Томас
- Дамир Мулаомеровић
- Мајк Џејмс